# Безстрашний (фільм, 1993)
«Безстрашний» (англ. Fearless) — американський драматичний фільм 1993 року режисера Пітера Віра. У ролях Джефф Бріджес, Ізабелла Росселліні, Розі Перез та Джон Туртурро.
Сценарій був написаний Рафаелем Іґлесіасом за мотивами його однойменного роману. Іґлесіас почав писати історію після того, як прочитав про рейс 232 United Airlines, що розбився у 1989 році в Сіу-Сіті, штат Айова.

## Синопсис
Особистість чоловіка кардинально змінюється після того, як він пережив жахливу авіакатастрофу.

## Акторський склад
| Актор               | Роль                |
| ------------------- | ------------------- |
| Джефф Бріджес       | Макс Клейн          |
| Ізабелла Росселліні | Лора Клейн          |
| Розі Перез          | Джулі Лампкін       |
| Джон Туртурро       | доктор Білл Перлман |
| Том Галс            | Стівен Брілльштейн  |
| Бенісіо дель Торо   | Менні Родріґо       |
| Дейрдре О'коннелл   | Нен Гордон          |
| Джон де Лансі       | Джефф Гордон        |
| Дебра Монк          | Елісон              |
| Спенсер Вруман      | Джона Клейн         |
| Ренс Говард         | таксист             |

## Виробництво
Вайнона Райдер пройшла проби на роль у фільмі, але була відхилена, оскільки Бріджес вважав, що вона занадто молода, щоб зобразити його любовний інтерес.

## Випуск
Прем'єра відбулася 15 жовтня 1993 року в США.
У листопаді 2013 року фільм вийшов на Blu-ray від Warner Archive Collection, якість відео та звуку якого перевершує попередні домашні відеорелізи.

## Відгуки
На Rotten Tomatoes «Безстрашний» має рейтинг 84% на основі рецензій 43 критиків із середньою оцінкою 7,8/10. У консенсусі на сайті зазначено: «Ця недооцінена перлина від режисера Пітера Віра має видатну гру Джеффа Бріджеса в ролі людини, яка занурена у глибоке горе». Глядачі, опитані CinemaScore, поставили фільму оцінку «B+» за шкалою від A+ до F.
Роджер Еберт дав йому три зірки з чотирьох і зазначив: «Безстрашний схожий на коротке оповідання, яке ненадовго проливає яскраве світло в куточок, куди ви зазвичай не заглядаєте». Вінсент Кенбі з The New York Times писав: «Містер Бріджес добре справляється зі складною роллю», а Тодд Маккарті з Variety назвав це одним з найкращих виступів Бріджеса.

## Нагороди і номінації
| Нагорода                                 | Категорія                      | Реципієнт           | Результат   | Пос.   |
| ---------------------------------------- | ------------------------------ | ------------------- | ----------- | ------ |
| 20/20 Awards                             | Найкраща акторка другого плану | Розі Перез          | Номінація   |        |
| Асоціація кінокритиків Даллас-Форт-Верта | Найкраща акторка другого плану | Розі Перез          | Перемога    |        |
| Асоціація кінокритиків Лос-Анджелеса     | Найкраща акторка другого плану | Розі Перез          | Перемога    | [ 16 ] |
| Асоціація кінокритиків Чикаго            | Найкращий актор                | Джефф Бріджес       | Номінація   | [ 17 ] |
| Асоціація кінокритиків Чикаго            | Найкраща акторка другого плану | Розі Перез          | Перемога    | [ 17 ] |
| Берлінський міжнародний кінофестиваль    | Золотий ведмідь                | Пітер Вір           | Номінація   | [ 18 ] |
| Берлінський міжнародний кінофестиваль    | Почесна відзнака               | Розі Перез          | Перемога    | [ 18 ] |
| Золота камера                            | Найкраща міжнародна акторка    | Ізабелла Росселліні | Перемога    |        |
| Золотий глобус                           | Найкраща акторка другого плану | Розі Перез          | Номінація   | [ 19 ] |
| Оскар                                    | Найкраща акторка другого плану | Розі Перез          | Номінація   | [ 20 ] |
| Спілка кінокритиків Бостона              | Найкраща акторка другого плану | Розі Перез          | Перемога    |        |
| Спільнота кінокритиків Нью-Йорка         | Найкраща акторка другого плану | Розі Перез          | Друге місце | [ 21 ] |